# 舊尤寧 (阿肯色州)
舊尤寧（英語：Old Union）是位於美國阿肯色州尤寧縣的一個非建制地區。該地的面積和人口皆未知。

## 地理
舊尤寧的座標為33°14′02″N 92°32′11″W / 33.23389°N 92.53639°W，而該地的平均海拔高度為65米（即213英尺）。